# Рахманинов, Аркадий Александрович
Арка́дий Алекса́ндрович Рахма́нинов (11 [23] августа 1808, село Знаменское, Козловский уезд, Тамбовская губерния, ныне Малая Знаменка, Петровский район, Тамбовская область — 24 апреля [6 мая] 1880) — русский музыкант, композитор. Дед композитора С. В. Рахманинова.

## Биография
Аркадий Рахманинов был крестником государя Александра I. В юности брал уроки фортепианной игры Джона Филда, выступал как пианист и композитор в известных петербургских музыкальных салонах Алексея Львова и братьев Михаила и Матвея Виельгорских. Рахманинову принадлежит около 150 фортепианных, вокальных и хоровых пьес, из которых особой популярностью пользовался романс «И у меня был край родной» на слова Генриха Гейне в переводе Алексея Плещеева.
Служил в Конной гвардии, затем в Северском конно-егерском полку и, наконец, в Изюмском гусарском полку. Женившись в Орловской губернии на Варваре Васильевне Павловой (1812—1896), вышел в отставку и поселился в Знаменском, которое унаследовал от отца. Через несколько лет Аркадий Александрович вновь поступил на военную службу в Московский драгунский полк с назначением адъютантом к начальнику 1-й драгунской дивизии генералу Е. Е. Врангелю.
После окончательного выхода в отставку Аркадий Александрович поселился в Знаменском и занялся воспитанием своих детей: сыновей Александра, Алексея, Аркадия и Василия; дочерей Юлии, Анны, Марии, Варвары. Все они были музыкальны от природы и получили соответствующее домашнее образование. Свою одарённость и любовь к искусству они передали детям, так что уже в следующем поколении семьи были такие музыканты, как Александр Ильич Зилоти, сын Юлии Аркадьевны, женатый на Вере Павловне Третьяковой, дочери основателя знаменитой галереи, и Сергей Васильевич Рахманинов, сын Василия Аркадьевича.

## Память
Имя Аркадия Рахманинова присвоено детской школе искусств в селе Петровском.